# Bøgeholm Sø
Bøgeholm Sø er den største sø, der afvander til Hellebækken. Søen ligger ved Hellebæk Avlsgård i Hellebæk Sogn. Søens areal er usikkert på grund af delvis tilgroning men sættes til 32,2 ha, hvoraf en del mindre øer og hængesæk. Søens vandspejl ligger ca. 25,3 m over havet. Største målte dybde er 2,0 m.